# Josef Koudelka
Josef Koudelka (Boskovice, Moràvia, 10 de gener de 1938) és un fotògraf txec nacionalitzat francès, especialitzat en fotografia de carrer, i membre de l'agència Magnum.

## Biografia
Koudelka va començar a fotografiar la seva família i els voltants amb una càmera de baquelita de 6 x 6. Va estudiar a la Universitat Tècnica Txeca de Praga (CVUT) entre 1956 i 1961, quan va obtenir el Grau d'Enginyeria; aquell any va fer la seva primera exposició fotogràfica al teatre Semafor de Praga. Després va treballar com a enginyer aeronàutic a Praga i Bratislava.
Comença a col·laborar com a fotògraf independent a la revista de teatre Divadlo, fotografiant regularment produccions teatrals al Teatre Za branou de Praga amb una càmera Rolleiflex. El 1967, Koudelka va decidir deixar la seva carrera d'enginyer per a dedicar-se a jornada completa a fer de fotògraf.
Havia tornat d'un projecte fotografiant els gitanos de Romania només dos dies abans de la invasió soviètica, l'agost de 1968, i va presenciar i capturar les forces militars del Pacte de Varsòvia mentre envaïen Praga. Els seus negatius van sortir de contraban fora de la ciutat fins a arribar a mans de l'agència Magnum, i es van publicar de manera anònima a la revista The Sunday Times sota les inicials P.P. (Prague Photographer, "Fotògraf de Praga") per por de represàlies a ell i la seva família. Les seves fotografies dels esdeveniments es van convertir en símbols internacionals dramàtics, i el 1969 se li va atorgar al "fotògraf anònim txec" la Medalla d'Or Robert Capa, per a fotografies que exigien valor excepcional.
Amb Magnum recomanant-lo a les autoritats britàniques, Koudelka va sol·licitar un visat de treball de tres mesos i va fugir a Anglaterra el 1970, on demanar asil polític i s'hi va quedar durant més d'una dècada. L'any següent va entrar a l'agència fotogràfica, i va continuar voltant per d'Europa amb la seva càmera fotografiant les poblacions gitanes, les festes populars i la vida quotidiana.
Durant les dècades del 1970 i 1980, Koudelka va mantenir el seu treball gràcies a nombroses subvencions i premis, i va continuar exposant i publicant grans projectes com Gypsies (1975) i Exiles (1988). Des de 1986, ha treballat amb una càmera panoràmica, publicant una compilació d'aquestes fotografies al seu llibre Chaos (1999). Ha publicat més d'una dotzena de llibres del seu treball, incloent-hi el volum retrospectiu Koudelka (2006).
Ha guanyat premis, com el Prix Nadar (1978), un Gran Prix National de la Photographie (1989), un Gran Prix Cartier-Bresson (1991), i el Premi Hasselblad (1992), i la seva obra ha estat exhibida en exposicions significatives al MoMA i a l'International Center of Photography (Nova York), la Hayward Gallery (Londres), el Museu Stedelijk d'Art Modern (Amsterdam) i el Palais de Tokio (París).
Ell i la seva obra van rebre suport i reconeixement per part del seu amic fotògraf Henri Cartier-Bresson, així com de la historiadora de l'art txeca Anna Farova.
El 1987 es va convertir en ciutadà francès, i va poder retornar a Txecoslovàquia per primera vegada el 1990; llavors va crear Black Triangle, retratant el paisatge malgastat del seu país. Koudelka resideix a França i Praga i està continuant el seu treball documentant el paisatge europeu.
L'any 2007 va decidir que donaria les seves millors obres a un museu de Praga, acord que es va signar el 2013 amb el Museu de les Arts Decoratives, cedint-li més de 500 còpies.

## Exposicions

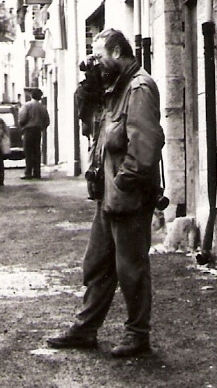
Josef Koudelka el 1987.

Algunes de les seves exposicions més destacades són:
- 1975: MoMA, Nova York (EUA)[4]
- 1984: Hayward Gallery, Londres (Anglaterra)[5]
- 1988: Centre National de la Photographie, al Palais de Tokyo, París (França)[4]
- 1988: International Center of Photography, Nova York (EUA)[6]
- 1988: Museu Folkwang, Essen (Alemanya)[7]
- 2002: Rencontres d'Arles, Arle (Provença). Retrospectiva.[4]
- 2012: Rencontres d'Arles, Arle (Provença)[8][9][10]
- Stedelijk Museum, Amsterdam (Països Baixos)[5]

## Premis
- 1967: Premi de la Unio d'Artistes Txecoslovacs (Txecoslovàquia)
- 1969: Medalla d'Or Robert Capa, National Press Photographers Association (EUA)
- 1972: British Arts Council Grant per cobrir Kendal i Southend (Regne Unit)
- 1973: British Arts Council Grant per cobrir la vida gitana a Gran Bretanya (Regne Unit)
- 1976: British Arts Council Grant per cobrir la vida a les illes britàniques (Regne Unit)
- 1978: Prix Nadar (França)
- 1980: National Endowment for the Arts Council (EUA)
- 1987: Grand Prix National de la Photographie, Ministeri francès de Cultura (França)
- 1991: Grand Prix Henri Cartier-Bresson (França)
- 1992: Premi Hasselblad (Suècia)
- 1998: Centenary Medal and Honorary Fellowship de la Royal Photographic Society[11]
- 2004: Cornell Capa Infinity Award, International Center of Photography (EUA)